# Anthology (álbum de The Band)
Anthology es un doble álbum recopilatorio del grupo norteamericano The Band, publicado por el sello discográfico Capitol Records en 1978. Fue el segundo recopilatorio de la carrera musical del grupo y el primero publicado tras su disolución oficial un año antes, tras ofrecer un último concierto en San Francisco filmado por Martin Scorsese y publicado en el largometraje The Last Waltz.
El álbum recoge las canciones más conocidas del grupo e incluye por primera vez temas publicados en Islands (1977), el último álbum de estudio del grupo publicado apenas un año después de su separación. Cuatro años después de su publicación original, el álbum fue reeditado como dos álbumes por separado, titulados Anthology Volume 1 y Anthology Volume 2. En 1988, ambos discos fueron publicados por primera vez en formato de disco compacto.

## Lista de canciones
Todas las canciones escritas y compuestas por Robbie Robertson excepto donde se indica. 
| Volume 1 |                                       |              |          |  |
| N.º      | Título                                | Escritor(es) | Duración |  |
| 1.       | «The Weight»                          |              | 4:38     |  |
| 2.       | «Chest Fever»                         |              | 5:18     |  |
| 3.       | «I Shall Be Released»                 | Bob Dylan    | 3:19     |  |
| 4.       | «Rag Mama Rag»                        |              | 3:04     |  |
| 5.       | «The Night They Drove Old Dixie Down» |              | 3:33     |  |
| 6.       | «Up on Cripple Creek»                 |              | 4:34     |  |
| 7.       | «King Harvest (Has Surely Come)»      |              | 3:39     |  |
| 8.       | «Stage Fright»                        |              | 3:43     |  |
| 9.       | «The Shape I'm In»                    |              | 4:00     |  |
| 10.      | «Daniel and the Sacred Harp»          |              | 4:06     |  |

| Volume 2 |                               |                                   |          |  |
| N.º      | Título                        | Escritor(es)                      | Duración |  |
| 1.       | «Life is a Carnival»          | Robertson, Levon Helm, Rick Danko | 3:55     |  |
| 2.       | «When I Paint My Masterpiece» | Dylan                             | 4:21     |  |
| 3.       | «This Wheel's on Fire»        | Dylan, Danko                      | 4:07     |  |
| 4.       | «The Great Pretender»         | Buck Ram                          | 3:07     |  |
| 5.       | «Mystery Train»               | H. Parker, Jr., Sam Phillips      | 5:35     |  |
| 6.       | «Ophelia»                     |                                   | 3:32     |  |
| 7.       | «It Makes No Difference»      |                                   | 6:34     |  |
| 8.       | «Acadian Driftwood»           |                                   | 6:42     |  |
| 9.       | «Right As Rain»               |                                   | 3:52     |  |
| 10.      | «Livin' In A Dream»           |                                   | 2:52     |  |